# Половецкий
Полове́цкий — посёлок в составе Голунского сельского поселения  Новосильского района  Орловской области России.

## География
Расположен на равнинной, богатой природной родниковой водой, удобной для земледелия местности в 7 км (по автодороге) от административного центра села Голунь, в 20 км от районного центра Новосиля. В полукилометре проходит автодорога, соединяющая деревню Ржавка с трассой Новосиль — Хомутово. В километре находится охраняемый лесной памятник природы регионального значения урочище Дубовщина.

## Описание
Посёлок образовался в послереволюционное (1917 года) советское время. Основными переселенцами были жители близлежащих деревень. В посёлке был образован колхоз «Красная Звезда».
Селение относится к зоне проживания с льготным социально-экономическим статусом (2017 год)
Своё название поселение получило от географического топонима — Половецкого отвершка (оврага), рядом с которым и расположился посёлок. На территории Орловской области небольшую группу топонимов составляют названия, связанные с половцами — кочевым тюркоязычным народом. Эти названия сохранились до наших дней ещё с домонгольского времени. В X—XIII вв. небольшое количество земель на территории сегодняшней Орловщины находилось во владениях половцев, либо под их контролем. Возможно где-то вблизи находилось когда-то поселение тех самых кочевников.

## Население
| 2010 |
| ---- |
| 1    |